# Czetz János

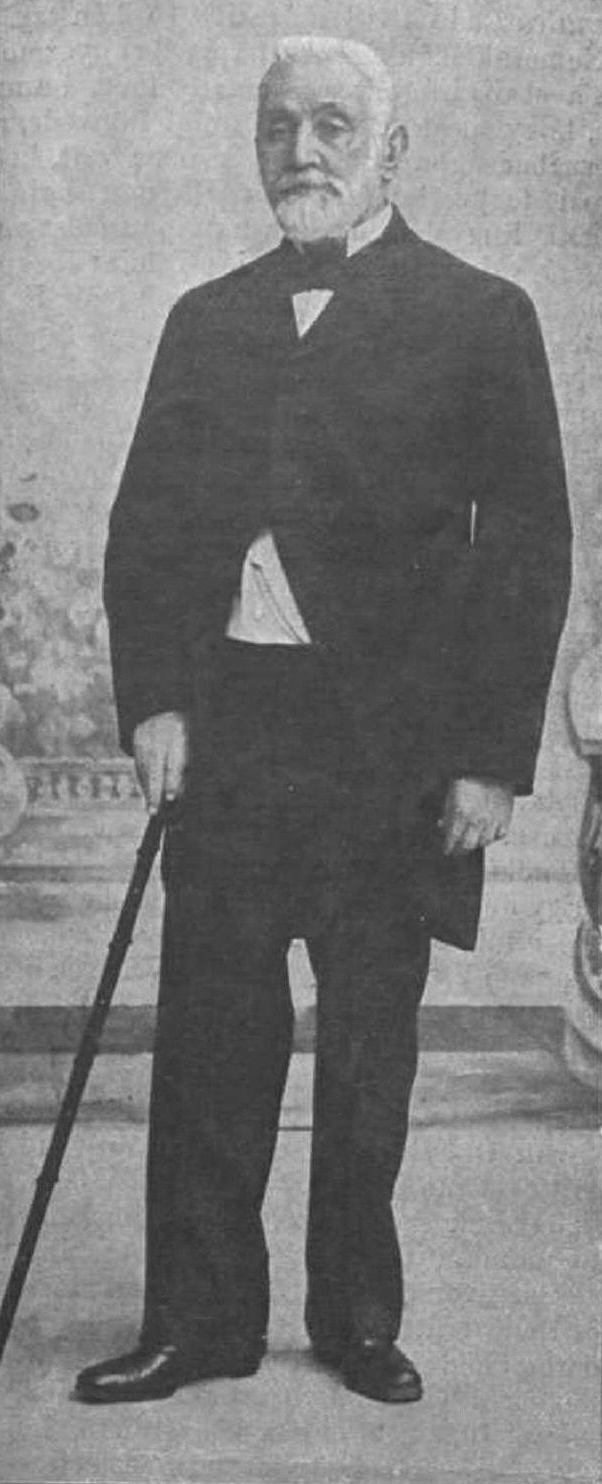
Czetz tábornok idős korában

Czetz János vagy Juan Fernando Czetz (Gidófalva, 1822. június 8. – Buenos Aires, 1904. szeptember 6.) az 1848–49-es forradalom és szabadságharc honvédtábornoka, az argentin hadsereg kiemelkedő szervezője és Argentína első nemzeti katonai akadémiájának (Colegio Militar de la Nación) megszervezője, alapítója és 25 éven keresztül igazgatója. Katonai tevékenysége mellett jelentős a földrajztudományi munkássága, földmérőként feltérképezte új hazája Paraguayjal és Brazíliával határos vidékét.

## Családja
1822. június 8-án született a háromszéki Gidófalván, örmény–magyar–székely felmenőkkel. Az erdélyi örmény Czetz család leszármazottja.  Családja a Czetz ('ցեց' ejtsd: ts’ets’) családnevet a szamosújvári anyakönyv szerint 1715-ben módosította Vártán-ról. Örmény felmenői 1672-ben Erdélybe történő beköltözésükkor jellemzően kereskedelemmel foglalkoztak. A család Erzsébetvárosból költözött át Székelyföldre.

## Fiatalsága
Édesapja – szakítva a családi hagyományokkal – katonatiszt lett, és tíz huszárból álló határvédő egységet vezetett. Az ő korai halála után hétévesen bekerült a kézdivásárhelyi katonai nevelőintézetbe, ahol latin és német nyelvet, földrajzot és földmérést tanult. Ezt követően a bécsújhelyi Theresianum Katonai Akadémiát végezte el kiváló eredménnyel, évfolyamelsőként.

## Katonai pályafutása az 1848–49-es forradalom és szabadságharcig
Első tiszti beosztásában 1842-ben a 62. gyalogezredben szolgált hadnagyi rendfokozatban. Híressé vált amiatt, hogy méltánytalannak érezte, hogy a magyar anyanyelvű katonákat is német nyelven vezényelték, és könyvet írt „Magyar Hadnyelvtan a császári és királyi osztriai hadsereg tisztjei számára” címmel. Könyvéből vett szavaival élve: „A hadsereget semmi sem bátorítja oly hatólag, mint a Vezér személyes megjelente, ha azt anyai nyelvén meg tudja szólítani.” 1844-ben – huszonkét évesen – Korponay János és Mészáros Lázár mellett szóba került akadémiai levelező tagsága is, azonban nem választották meg, csupán szóbeli biztatást kapott. 1846-tól áthelyezték a bécsi Földrajzi-Térképészeti Intézethez. 1848 júliusában innen jelentkezett a szerveződő honvédseregbe, annak ellenére, hogy ez a császári hadseregben szépen induló katonai karrierjének a végét jelentette. Főhadnagyként a hadügyminisztériumba osztották be, és szeptemberben Mészáros Lázár hadügyminiszter mellett részt vett a délvidéki harcokban. A Batthyány-kormány lemondása után az Országos Honvédelmi Bizottmánynál a katonai ügyek előadója lett.
1848 októberére az erdélyi magyar csapatok helyzete válságossá vált. A honvéderők – az 1849 elejéig hősiesen ellenálló Háromszék kivételével – feladták Erdélyt, és a Csucsai-szorosig vonultak vissza. 1848. október 30-án az erdélyi csapatok ideiglenes parancsnokának az őrnaggyá előléptetett Czetz Jánost nevezték ki. Feladata a mintegy tízezer főt számláló sereg újjászervezése és kiegészítése volt.
Ezt példás lelkiismeretességgel el is végezte, így amikor Bem tábornok november 29-én átvette az erdélyi hadtest parancsnokságát, rövid időn belül (december 18-án) meg tudta indítani az ellentámadást. Czetz János Bem vezérkari főnöke, hadműveleti terveinek kidolgozója lett. Feltartóztatta Puchner császári tábornoknak az említett szorosnál előre nyomuló hadait. Többször is kitüntette magát, Bem 1849. február 12-én ezredessé léptette elő, majd április 8-án megkapta a Magyar Katonai Érdemrend III. osztályát. Jelentős érdemeket szerzett Nagyszeben bevételénél (1849. március 11.), ezért Bem tábornoki kinevezését javasolta, amit az Országos Honvédelmi Bizottmány csak májusban hagyott jóvá. Czetz János lett a honvéd haderő legfiatalabb tábornoka. Március 2-án Bem távollétében ő vezette a győztes medgyesi ütközetet. Bem bánsági hadjárata idején az erdélyi hadsereg megbízott parancsnokaként tevékenykedett. Május 29-én lovasbalesetet szenvedett, és a későbbi hadműveletekben már nem vett részt.
Felettese így írt Czetz Jánosról:
Kérlelhetetlen szigor, pártatlanság, keménység a büntetésben, de nagylelkűség a jutalmazásban, mentes a bosszúállástól, az önzés legkisebb árnyékától is.

## A világosi fegyverletétel után

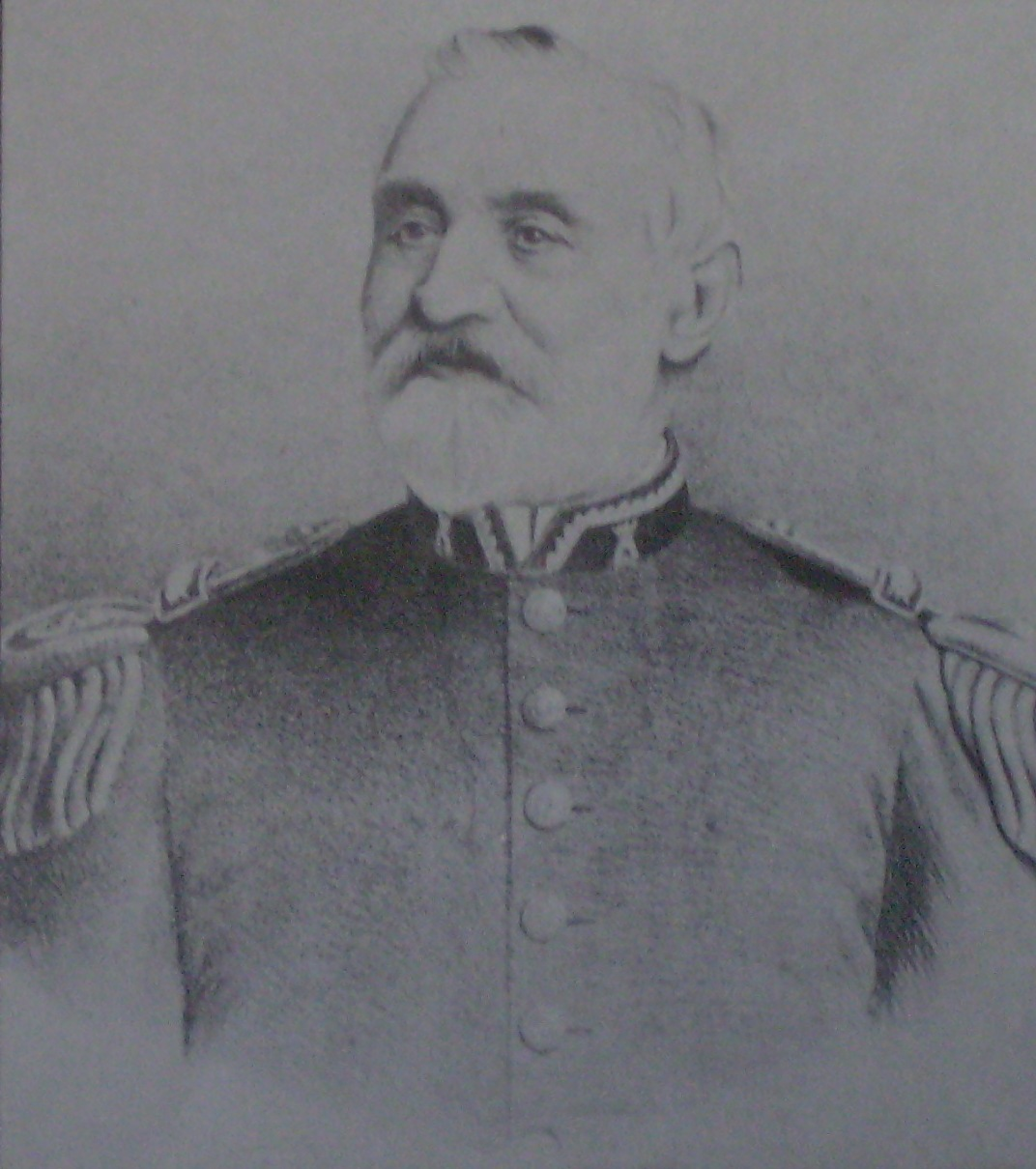
Czetz János fényképe a Buenos Airesben kiadott Argentína története című könyvben

A világosi fegyverletétel után 1850 tavaszáig Magyarországon bujkált, majd kalandos úton Németországba menekült. Még ebben az évben Bem’s Feldzug in Siebenbürgen in den Jahren 1848 und 1849. címmel Hamburgban kiadott emlékirata katonai-szakmai jelentőségén túlmenően írói tehetségről is árulkodott. Az emigráció keretén belül sokáig kereste helyét, élt Párizsban, Törökországban, majd Svájcban, ahol Mont Cenis-i vasút építkezésén is dolgozott. Utazásai során Spanyolországban ismerkedett meg későbbi feleségével.
Tevékenyen részt vett a 48-as magyar emigráció politikai és katonai tevékenységében. Több olyan tervben is szervező volt, amely szülőföldje szabadságának elnyerése érdekében mozgolódott. A krími háborút akarták kihasználni Magyarország felszabadítására. Klapka György oldalán sikeresen tárgyalt a törökökkel Isztambulban az esetleges magyar légió felállításáról Oroszország ellen. Az osztrák sereg hadba lépésének elmaradása miatt ez a terv meghiúsult. Az olaszországi magyar légió szervezésében is aktív szerepet vállalt, de a villafrancai fegyverszünet (1859. július 11.) utáni csalódottság miatt családjával együtt elhagyta Európát, és véglegesen Buenos Airesben telepedett le.

### Argentínában
Évtizedes vándorlása 1860-ban ért véget, miután feleségének köszönhetően új hazára talált Argentínában. Nem is akárkit vett el feleségül, hiszen Sevillában Prudencio Ortiz de Rosas tábornok Basilia nevű leányával ismerkedett meg. Prudencio O. de Rosas Juan Manuel de Rosas testvére volt, aki Buenos Aires tartománynak volt a kormányzója 1835 és 1852 között, de gyakorlatilag egész Argentína vezére. Ettől kezdve már Juan Fernando Czetz néven tevékeny részt vállalt az argentin katonai-műszaki életben, de tábornoki rendfokozatát sohasem kapta vissza, ezredesként szolgálhatott magyarországi születése miatt (az argentin haderőben érvényes előírások szerint csak argentin születésűek lehetnek tábornokok).
Számos, nevével fémjelzett feladat került be az ottani történelembe, hiszen feltérképezte az ország Paraguayjal és Brazíliával határos vidékét, emellett számos vasútvonal építkezését is ő irányította. Ő alapította az argentin katonai földrajzi intézetet, amely az irányítása alatt egész Argentínát feltérképezte. A Buenos Aires-i Katonai Akadémiának öt éven át volt (első) igazgatója. A Paraguay elleni háborúban (1864–1870) részt vett a hadműveletek irányításában. Czetz jó barátságban volt Asbóth Sándorral, Kossuth Lajos egykori segédtisztjével, aki 1866 és 1868 között (Buenos Airesben bekövetkezett haláláig) az Amerikai Egyesült Államok argentínai és uruguayi első nagykövete volt. Hosszú és tartalmas életút után 1895-ben vonult nyugállományba. Argentínában nagy tisztelet övezte, 1904-ben bekövetkezett halála után a Katonai Akadémia előtt embernagyságú ércszobrot állítottak emlékére.

### Honvágya és tervezett hazatérése

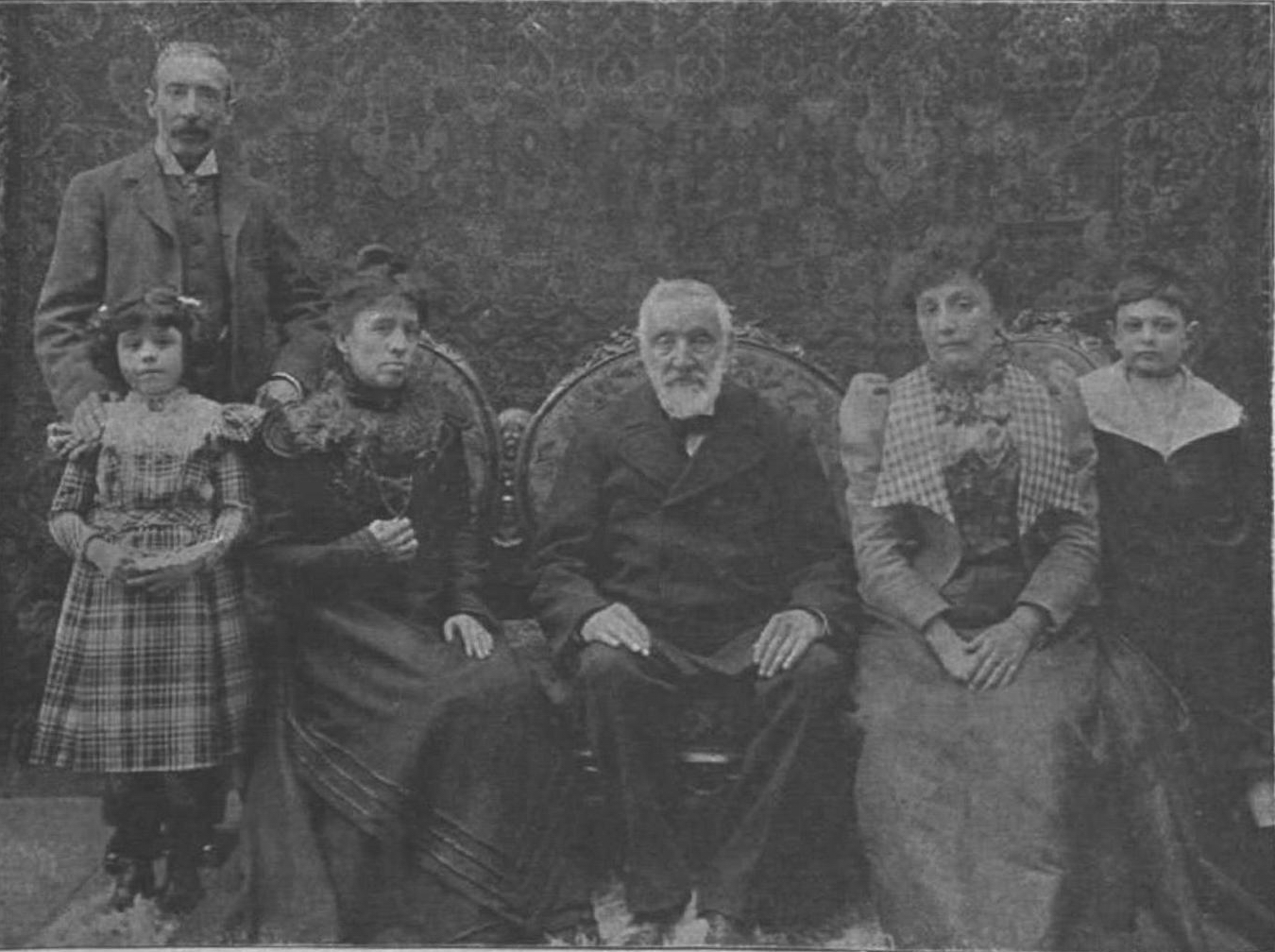
Czetz János családja körében

Ahogy változott a volt honvédek megítélése, a korábban kötél általi halálra ítélt Czetz tisztelői mindent elkövettek, hogy a dicső tábornok hazatérhessen Magyarországra és szűkebb hazájába, Erdélybe. Széll Kálmán miniszterelnök 1920 koronáról 4000 koronára emelte fel a nyugdíját, majd később már 8000 korona évi díjat is kész lett volna juttatni visszatérése esetén. Ez azonban nem valósult meg betegsége és családi okok miatt. A hazatérésről történő végleges lemondást Deáky Albertnek, a Történelmi és Honvédereklye Múzeum elnökének írta meg az alábbiak szerint:
…Én már öregember vagyok, hazámtól már oly rég távol, és mégis a honvágy hatása folytán még mindig sajog a szívem ama tudattól, hogy idegen porban kell megnyugodnom. Nagy megerőltetésembe került a végleges lemondás, hogy hazámat viszont ne láthassam, de orvosaim tanácsa és Krisztina leányom súlyosabb tüdőbaja arra indítottak, hogy többé még csak reményt se tápláljak régi terveim megvalósításához. Ezek után le kellett végleg mondanom álmaim megvalósításáról, és így nem marad más hátra, mint nagy lelki küzdelmek és bánat mellett belenyugodnom abba, hogy édes hazámat és kedves honfi- és harctársaimat, akiket, fájdalom nem fogok többé láthatni, csakis egy szívből eredő „Isten hozzád-dal” üdvözöljem a messzi földről.

## Emlékezete
Buenos Airesben temették el a recoletai temetőben, azonban hamvait 1969-ben átszállították az általa alapított Katonai Akadémia új kápolnájába. Sírtábláján a spanyol szöveg előbb csak arról szólt, hogy az alatta nyugvó „argentin ezredes” a főiskola első igazgatója volt. Argentínai magyarok kérésére később azt is rávésték, hogy itt magyar tábornok és erdélyi főparancsnok alussza örök álmát.
Az általa felállított argentin műszaki alakulat katonái máig a Czetz által tervezett díszegyenruhát viselik. Budapesten a III. kerületben utcát neveztek el róla. Szülőfalujában, Gidófalván emléktábla tiszteleg emléke előtt a községháza falán. Argentínában a Nemzeti Katonai Akadémia előtt életnagyságú bronzszobra áll és az épületben mellszobra is megtalálható.
- Czetz János emléktáblái Óbudán, a róla elnevezett utca elején
- Dombormű a gyergyószentmiklósi örmény katolikus templom udvarában
- Budapest, 2019. október 4. Czetz János honvédtábornok lovas szobra Békásmegyeren, a Lékai bíboros téren az avatóünnepség napján, 2019. október 4-én. MTI/Koszticsák Szilárd

## Művei
- Magyar hadnyelvtan a' császári királyi osztriai hadsereg tisztjei számára / Czetz J. Megjelenés: Pest : Trattner – Károlyi Ny., 1844
- Bem erdélyi hadjárata 1848-49-ben; ford. Komáromi Iván; Gyurian-Deutsch Ny., Pest, 1868
- Emlékezéseim; szöveggond., bev., jegyz. Kedves Gyula; Budaörsi Örmény Kisebbségi Önkormányzat, Budaörs, 2001 (Magyar–örmény könyvtár)
- Utazás Spanyolországban; szöveggond., bev., jegyz. Kedves Gyula; Budaörsi Örmény Kisebbségi Önkormányzat–Pro Artis Alapítvány, Budaörs, 2004 (Magyar–örmény könyvtár)